# Rosanna Arquette
Rosanna Lisa Arquette, född 10 augusti 1959 i New York, är en amerikansk skådespelare, regissör och producent.

## Biografi
Arquette fick uppmärksamhet med filmen Susan, var är du? (1985), där hon spelade mot Madonna, och Martin Scorseses En natt i New York, från samma år, följt av Luc Bessons Det stora blå (1988). Senare har hon medverkat i bland annat  Quentin Tarantinos omtalade Pulp Fiction (1994) och senare i ett stort antal filmer och TV-serier.
2002 bestämde hon sig för att regissera dokumentärfilmen Searching for Debra Winger, som består av en lång rad samtal med kända Hollywood-skådespelerskor om deras situation och överlevnadskamp i den extremt konkurrensutsatta och skönhetsfixerade filmindustrin, utgående från Debra Winger, som i början av 1980-talet var ett av de största nya, heta namnen i Hollywood, för att sedan plötsligt mer eller mindre "försvinna" från denna position och bara märkas mer sporadiskt senare, något som såväl Rosanna Arquette som så många andra också känner sig väl förtrogna med.
I regissören Mike Figgis intervjubok Projections 10 (1999) berättar hon också om den ständiga förödmjukelsen, att ständigt tvingas gå på auditions och sälja sig på nytt, hur etablerad och känd man än är, och behandlas likt aktier på börsmarknaden. 2005 följde hon upp den föregående filmen med en liknande från populärmusikens värld, All We Are Saying.
Hon är syster till Richmond, Patricia, Alexis och David Arquette samt dotter till skådespelaren Lewis Arquette. Hon är vegetarian.

## Gruppen Toto
Popgruppen Totos sång "Rosanna" är delvis namngiven efter Arquette, eftersom hon vid den tiden hade en kortvarig relation med keyboardisten Steve Porcaro i Toto. Sången skrevs dock ursprungligen av gruppens David Paich med en flicka i hans ungdoms skoltid i åtanke, men blev så samtidigt till en hyllning till Arquette. Under slutet av 1980-talet och början på 1990-talet levde hon tillsammans med musikern Peter Gabriel i England.

## Filmografi i urval
- 1979 – Festen är över
- 1980 – Gorp
- 1981 – S.O.B. - paniken i drömfabriken!
- 1983 – Baby It's You
- 1983 – Off the Wall
- 1985 – The Aviator
- 1985 – Susan, var är du?
- 1985 – Silverado
- 1985 – En natt i New York
- 1986 – 8 millioner sätt att dö
- 1986 – En annorlunda tjej
- 1987 – Amazon Women on the Moon
- 1988 – Det stora blå
- 1989 – New York Stories
- 1989 – Svart regnbåge
- 1990 – Hämnd ljuva hämnd
- 1990 – Wendy Cracked a Walnut
- 1991 – Inkräktaren från skyn
- 1991 – The Linguini Incident
- 1992 – Oskyldigt offer
- 1993 – Nowhere to Run
- 1993 – The Wrong Man
- 1994 – Pulp Fiction
- 1995 – Sökaren
- 1996 – Crash
- 1997 – White Lies
- 1997 – Gone Fishin'
- 1997 – Do Me a Favor
- 1997 – Lögnare
- 1998 – Homeslice
- 1998 – Buffalo '66
- 1998 – Livet går vidare
- 1998 – Hell's Kitchen
- 1998 – I'm Losing You
- 1998 – Fait Accompli
- 1999 – Interview with a Dead Man
- 1999 – Sugar Town
- 1999 – Palmer's Pick Up
- 1999 – Pigeonholed
- 2000 – Oss torpeder emellan
- 2000 – Too Much Flesh
- 2001 – Things Behind the Sun
- 2001 – Joe Dirt
- 2001 – Big Bad Love
- 2001 – Goda råd
- 2001 – Diary of a Sex Addict
- 2002 – Searching for Debra Winger (Regissör och producent)
- 2004 – Dead Cool
- 2005 – My Suicidal Sweetheart
- 2005 – Iowa
- 2005 – Kids in America
- 2005 – Welcome to California
- 2006 – I-See-You.Com
- 2007 – Terra
- 2008 – Ball Don't Lie
- 2008 – Growing Op
- 2009 – Flammande skyar
- 2009 – Repo Chick
- 2009 – American Pie Presents: Book of Love
- 2010 – Inhale
- 2011 – Convincing Clooney
- 2011 – The Divide
- 2011 – Exodus Fall
- 2011 – Peace, Love, & Misunderstanding
- 2012 – Hardflip